# Хайнц, Тони
Тони Хайнц (англ. Tony F. Heinz; род. 30 апреля 1956, Пало-Альто, Калифорния) — американский физик, оптик. Доктор философии (1982), профессор Стэнфорда (с 2015) и прежде Колумбийского университета (1995—2014). Clarivate Citation Laureate (2019).

## Биография
Окончил с отличием Стэнфорд (бакалавр физики, 1978), в 1982 году получил степень доктора философии по физике в Калифорнийском университете в Беркли. Затем работал в исследовательском отделе IBM в Yorktown Heights, New York (в Thomas J. Watson Research Center в 1983—1995 годы), а в 1995 году поступил профессором в Колумбийский университет (именной David M. Rickey Professor в 2001—2014 годы), где в 2003—2007 годах заведовал кафедрой электротехники. С 2015 года в Стэнфорде. Также в 2015—2019 годах директор отдела химических наук Национальной ускорительной лаборатории SLAC.
Член Американского физического общества, Американского вакуумного общества и Оптического общества Америки, президент последнего в 2012 году.
Автор более 230 научных работ, получил 17 патентов США.

## Награды и отличия
- Levine Award for Outstanding Studies in Physics Стэнфорда (1978)
- IBM Outstanding Technical Achievement Award (1992)
- IBM Invention Award (1994)
- Ernst Abbe medal, International Commission for Optics[англ.] (1995)
- Премия Гумбольдта (1996)
- Great Teacher Award Колумбийского университета (2005)
- Приз Юлиуса Шпрингера по прикладной физике (2008, совместно с Федоном Авурисом)
- Frank Isakson Prize for Optical Effects in Solids[англ.] (2014)
- Clarivate Citation Laureate (2019)
- William F. Meggers Award in Spectroscopy[англ.] (2020)[8]